# Ètica a l'administració pública
L'ètica a l'administració pública és la branca de l'ètica que estudia la implementació de l'ètica i els valors a l'administració pública. En aquest sentit, aquesta preocupació neix des del moment que el funcionariat exerceix, el poder discrecional en la gestió dels recursos públics, en la relació amb els ciutadans i en l'execució d'una política determinada. Enquestes van palesar que la manca d'ètica pública percebuda pels ciutadans després casos de corrupció en partits polítics i institucions ha esdevingut una preocupació major dels ciutadans. L'antic model d'una administració que sempre té raó i no ha de justificar-se també va contribuir a la desconfiança. Per a fomentar la involucració dels ciutadans cal un model d'administració d'acord amb els principis d'eficiència, transparència i rendició de comptes. La «compra pública ètica» és una extensió dels principis morals que no només l'administració ha d'actuar segons regles i normes ètiques, però també ha el dret i l'obligació d'exigir que les empreses privades que són els seus proveïdors, produeixen de manera ètica.
L'ètica és un dels factors de control i equilibri més importants per impedir l'ús arbitrari d'aquest poder públic, i així es converteix en una eina vital en la creació i el manteniment de la confiança en l'administració i les institucions. A més a més proporciona el criteri per jutjar les pràctiques, les convencions i la conducta. En aquest sentit, a nivell d'exemple, la Generalitat de Catalunya ha publicat l'Informe sobre bon govern i transparència administrativa el 2005 i el Llibre blanc de la funció pública catalana.